# ジャンピング・スティルト
ジャンピング・スティルト (Jumping Stilts) は、ジャンプする目的で足に装着する西洋竹馬（スティルト）である。パワースキップ (PowerSkip)、フライング・ジャンパー (Flying Jumpers)、パワライザー (poweriser)、スカイランナー (SkyRunner) など、さまざまな商品名で複数のメーカーから市販されている。
板バネを用いてジャプ力を生み出す方式が最も普及している。義足の陸上競技用のブレードにも使われる繊維強化プラスチック（グラスファイバー）がバネの材質として採用されたものが多い。市販の一般的なものは、2メートル程度の高さまで飛び上がれるので、トランポリンの宙返りのような派手なスタントの演技が、設備無しで可能になる。長いストライドを取って長時間楽に速く走る有酸素運動が可能なことから、フィットネスを目的に使う人も多く、走ることに狙いを絞った設計のものも登場している。

## 歴史
当初は大道芸人（ストリートパフォーマー）やスタントマンやサーカスチームでプロが使うものとして開発されたが、近年はスポーツとして一般の人々の間に普及する動きが見られ、製品を宣伝するデモを行なうプロチームも幾つか存在する。
フィットネスを目的にジョギングやサイクリングのように使う人々も現れている。北京オリンピックの閉会式など、イベントを盛り上げるショーで使われて目に触れる機会が増えてきている。オバマ大統領の就任式関連のイベントで行なわれたショーなどを通し、アメリカでの認知度がさらにアップした。

## さまざまなジャンピング・スティルト
市販されているもの以外に、クイックウォーカー (Quickwalker)、バイオニックブーツ (Bionic Boots)、エアホッパー (Airhopper)、エアトレック (AirTrek)、スプリングウォーカー (SpringWalker) など、さまざまな形状と方式のものが登場している。なお、ドクター中松が発明したピョンピョンシューズは形状が竹馬と異なることからジャンピングシューズに分類され、一般にスティルト（西洋竹馬）の一種とは考えられていない。
シリンダー駆動方式のエアホッパーのブレード部分にインラインスケートの車輪（ウィール）を取り付けた形状のものは、漫画『エア・ギア』に登場する、ジャンプと派手なエアの演技が可能なインラインスケート、エアトレックのような演技を可能にするため、そのままエアトレックと呼ばれる。容易にスピードと高さが得られるが、着地に失敗したときのリスクが高すぎるとして、市販は見送られている。
旧ソビエトで軍用に研究・開発されていたディーゼルエンジンを直接人間の足に装着する形態をとるクイックウォーカーは、走ることに特化したタイプと言える。楽に速く走れて疲れが溜まりにくい利点はあるものの、容易に立ち止まれなければ物陰から飛び出して敵が浴びせる銃弾の餌食になる、などの理由から、採用されていない。Russian Rocket Boots と題してロシアやアメリカのテレビメディアで紹介されたことがある。
動力付きで5メートル以上の高さまでジャンプできるものも幾つか試作されているが、無動力タイプと違って大きな加速度を伴う衝撃が身体に加わるものもある。頑丈な骨格を持たない人が用いると椎間板ヘルニアなどの故障が発生しやすいため、市販が見合わされている。パワードスーツと組み合わせて身体に加わる力を機械的に緩和しながら、身体運動能力や機動力をアップさせることも検討されている。また、手に同様のものを装着して演技に幅を持たせる工夫も見られるが、足と同程度の力を腕で発揮する必要があるため、よほど腕力に自信がある人以外は使いこなすことが難しく、普及に至っていない。

## 注意点

### 練習と怪我の予防
普通に靴で歩ける人なら、フィットネスを目的にジョギング感覚で飛び跳ねる程度の運動は、短期間の練習でできるようになる。日本の竹馬よりも歩行運動の習得は容易で、ほとんどの人が10分ぐらいでバランスを取って歩けるようになる。しかし、宙返りなどのスタント系の演技をするには、体操に通じる高い身体運動能力が求められる。床運動やトランポリンで宙返りできない人が挑戦しても、ほぼ失敗する。背中や頭や尾骶骨から地面に落下して打ちつけると危険である。誤った使い方をすると膝や腰を痛めるほか、椎間板ヘルニアなどを起こしやすい。膝関節を守る身のこなしのコツを習得し、ある程度は体操の訓練を積んでから、段階を踏んで体を鍛えながら高度な演技に挑戦していくことが望ましい。坂道のような傾いた場所での使用は、勢いがついて止まれなくなって事故に繋がることもあるので、特に初心者のうちは要注意である。また、濡れた場所や滑りやすい場所で使用するのも、思わぬ転倒事故に繋がるので危険である。

### 防具と衝撃緩和設備
事故や怪我に備えて、ヘルメットやリストガードや膝パッドなど、インラインスケートと同じような防具を装着することが望ましいとされる。さらに、真後ろへの転倒で尾てい骨を打つ可能性があるため、尻パッド（クラッシュパンツ、Crash Pants）も装着していたほうが無難である。リストガードを装着していなかったため、バランスを崩して転倒したときに運悪く掌の親指側から不自然な形で手を着いてしまい、舟状骨骨折が起こって偽関節を生じた事例がある。コンクリートの障害物を飛び越えるといった演技を行なうときには、失敗すると背中をコンクリートの角で強打する可能性もあるため、脊椎ガードなど自転車のダウンヒル競技用の防具を服の下に装着したり、万が一の失敗に備えて脊椎などを保護できる市販のオートバイ用のエアバッグを装着することもある。
駐車場で大型のバンを飛び越える演技に失敗してフロントガラス上部を損壊したのち、落下して頭部を強打したケースでは、自転車用のヘルメットをしていたにもかかわらず救急車で病院に運ばれ、衝撃によって腫れた脳が内圧によって壊死するのを防ぐため、頭蓋骨を開頭して頭蓋内圧を下げる緊急手術を受けた事故例もある。演技の内容によっては、自転車で転倒したとき以上に強い衝撃を頭部に受ける可能性があるため、オートバイ用のヘルメットの装着が望ましいこともある。ZDF（第2ドイツテレビ）の長寿人気番組『Wetten, dass..!』の2010年12月4日の生放送中には、走ってくる乗用車を飛び越える演技をしていた挑戦者が着地に失敗して床に顔面から転倒し、首に重傷を負う事故が発生している。このケースでは、全身をプロテクターで保護してヘルメットも装着していたものの、フルフェイスのヘルメットではなかったことが災いし、保護されない顔面から床に突っ込む形で転倒して首を著しく損傷し、車椅子生活を余儀なくされる深刻な事態に至っている。
アスファルト上で、時速70キロメートル前後の助走速度から5メートル上空にジャンプするといった派手なスタントの演技では、バイク用のヘルメットも役に立たない可能性が高くさらに高性能の防具が求められるため、スタント専用に開発されたエアバッグが用いられることもある。着地点にマットを置くほか、積み重ねたダンボール箱の上に落ちると空気が漏れながら潰れていく性質を利用した、衝撃を緩和する手法が採られることもある。これらの物々しい衝撃緩和設備は、演技の撮影の際に意図的に画面に入らないように工夫されていることもある。目に触れない部分で施されている何重もの安全対策を知らず、危険を伴う高度なスタントの真似をすると死亡事故が起こる可能性もあるので、素人考えは禁物である。

### 過剰な運動によって内臓がダメージを受ける危険性への配慮
不慣れな人が、この種の器具でいきなり激しい運動をすると、普段の生活では使用しない筋肉を強く使うため、トランポリン同様翌日体のさまざまな部位の筋肉が使い痛みになることがある。アグレッシブな運動をしすぎたことにより、病院で治療を受けなくてはならなくなったケースも報告されている。空間動作を行なうスポーツに不慣れなレスリングで体を鍛えた男性が、身体に大きなGがかかる体操の動きに慣れている女性と手を繋ぎ、いいところを見せようと高度な演技を無理に続けた結果、過大な衝撃的負荷を繰り返し受けて全身の筋肉に微細な損傷が及んでいったことが原因となり、突然体調不良を訴えて倒れこんで病院に運ばれ、挫滅症候群と診断されて人工透析を受けたケースがある。筋肉質の人が普段から使ったことがないような筋肉の使い方で、全身に過大な衝撃が加わる運動を痛みを我慢して長時間続けると、壊れた筋肉からミオグロビンやカリウムが血管内に大量に溶け出し、急性腎不全、循環不全、呼吸不全などの多臓器不全を引き起こし、重篤な状態に陥る可能性がある。市販されている無動力の製品の多くは板バネの弾力によってある程度衝撃が吸収されるので問題が起こりにくいが、動力を内蔵した強力にパワーアシストされるジャンピング・スティルトを用いる場合は3倍から10倍を超える過大な衝撃的G加重負荷が加わることもある。全身の筋肉を傷め続けるような演技を行なうと筋肉の損傷によって体内で作り出される物質によって内臓にも負担がかかり、ときには生命に危険がおよぶ点に十分な注意を払う必要が出てくる。これは、他のパワードスーツなどをスポーツに用いる場合も同じである。詳しくは挫滅症候群の記事を参照。

### 通行人やギャラリーに対する安全対策
スタントの技の内容を知らない人が予想できないタイミングで、唐突に勢いよく西洋竹馬を前後左右に1メートル以上も振り出すような、開脚の演技をすることがある。重さ3キロから4.5キロ以上もある角張った金属製の棒状の物体を、人の頭の高さで激しく振り回すことで、通行人や観客に危険が及ぶ可能性が指摘されている。だが、このような指摘を無視して、ギャラリーと自分達の演技スペースを分離する安全対策を講じようとしない、安全感覚が麻痺した心無いスタントチームも存在する。一部の品質が低い安価な市販品は、飛び跳ねることによって鋭い耳障りな機械的衝撃音が出るため、乗り手の聴覚が麻痺して、気付かないうちに周囲の物音（気配）に鈍感になっていることがある。背後から接近する自転車の物音に気付かないまま、突然足を横に突き出して乗っている人を蹴りそうになったケースでは、深刻な事態が起こっている。蹴りを避けるために、故意にタイヤをロックさせて身を屈めて転倒させた自転車が、方向を変えて、立ち止まって演技を見物していた通行人の足首を直撃して止まった。後ろに突き飛ばされた人が、置いてあった道路工事用の斜めに立てられたパイプで背中を強打して、脊椎を骨折（分離）し、ひじや足首にも出血を伴う怪我を負う結果になった。負傷した通行人と自転車の男性の2人が、周囲の状況を考えずに危険なスタントの演技を行なったことを激しく抗議したが、非を認めなかったため、つかみ合いの口論にまで発展したケースが報告されている。2人は繰り返し公園の同じ場所に行って、危険な形状の道路工事用の鉄パイプを公園の管理者に無断で園内に設置することや、危険性を伴う迷惑なスタントをやめるように説得した。しかし、事故を引き起こした当人達は、全員自転車に背を向けて見ていなかったため、何が起こったのか認識しておらず、自転車の転倒事故と自分達の遊びは無関係だと、責任を転嫁して聞き入れていない。このようなトラブルを参考にして、この種の遊具の設置や使用を禁止している公園や公共施設や商店街がある。スタント系の技を人前で行なう場合は、危険が及ぶ範囲が一目見て分かるようにスペースを区切るなどして、通行人やギャラリーを危険な演技に巻き込まない、安全対策の配慮が必須である。

### 演技者に接近してくる人に対する安全対策
物珍しさから、この種の乗り物でジャンプしている人物に、興味本位で接近して話しかける人がいるが、不用意に近づきすぎると危険を伴う。不安定な乗り物なので、その場にじっと立っていることが難しく、常に足踏みしながらバランスを取る形になる。靴を履いた人が危険性を認識しないまま不用意に近づきすぎると、足の指や甲などを踏まれる可能性がでてくる。接地面積が、足の裏に比べてはるかに狭いため、体重が集中するうえに、接地部分のゴムが硬くて、しかも角張った形状をしている製品も見受けられる。硬質ゴムの角に数十キロの人間の体重が乗ると、力が集中して踏まれた人の足が容易に骨折する可能性がある。さらに、ジャンプの着地となると、衝撃的な力が発生するため危険性が増す。現に着地の瞬間足の指を踏まれて骨折した事故例が報告されている。メーカーに対して、先端接地部分のエッジを無くして、安全な丸いゴム形状に改善するよう提案がなされたが、数年経過した2010年10月現在に至るも十分な対策が施されていない製品が一部で流通しているため、経済産業省に働きかけて適切な行政指導を行なう必要があるといった意見も出ている。